# アークシリーズ
- Another Century's Episode > アークシリーズ

アークシリーズは、PlayStation 2用ゲーム『Another Century's Episode 2』および続編の『Another Century's Episode 3 THE FINAL』に登場する架空の機体である。ACE2では物語のキーとなっていくUCE所属の機体。
本項では、正確にはアークシリーズではないものの、ガンアークと酷似しているブラッドアーク、フェザーアークに酷似しているグレイブアークについても説明する。

## 概要
アークシリーズは表向きはUCEが独自に開発した人型機動兵器である。各組織の兵力やしがらみに捕われない、独自の軍事力の保有を理念として開発に着手。過去の開発プロジェクトの基礎研究を応用する形で安価かつ安定したユニットというコンセプトで製造された。だが実態はUCEに所属していた開発者、アルバート・ライネンが地球圏の防衛を目的とした「ライネンプロジェクト」のキーとなる機体というのが実態である。
ライネンプロジェクトはライネンが近々予想していた対外宇宙勢力用の防衛戦力開発プロジェクトであり、ライネンは開発責任者として研究を開始した。特徴的なのは旧戦争時代に使用されていた防衛衛星を利用した「ガーディアン・システム」を搭載している点である。ガーディアン・システムは「一兵器としての機動性・汎用性を維持しつつ最大限の破壊力を持たせた機体」という設計理念を実現する戦略支援システムである。白兵戦闘でも通用する高機動のユニットを使って、地球周辺宙域に確認されている複数の戦闘衛星を制御し、高威力の砲撃を可能とするというシステムである。ガーディアン・システムで制御できる衛星の数には限りがなく、複数の衛星からの同時砲撃をも可能となっている。なおガーディアン・システムの中枢を司るガーディアン衛星は、機体に搭載された「E2コア」というコアエンジンからの指令によってのみ動作するシステムである。E2コアはガーディアン衛星にも使用されている出自不明のエネルギーであり、定められた特定のDNAを持つ人間との波長パターンが一致した場合のみ初めて作動するのである。このシステムは実際に使用すれば高い威力を持つと期待されたが、衛星を利用した砲撃があまりに強力すぎたため、UCEの中の強靭な勢力である地球連邦が危険視し、事故を装ってプロジェクトを強制的に中止させた。これにより地球連邦とUCEに失望したライネンは計画が頓挫すると同時に失踪したが、息子であるフィーデル・バルクホルツは父であるライネンの意志を引き継いでUCEの設計局に入り、機をうかがいながらプロジェクトを密かに続行していた。そうしてガーディアン・システムを搭載して開発したのが、ガンアークと同型機であるバスターアークである。後にバルクホルツが全ての元凶と発覚した後は、アークシリーズとガーディアン・システムを凍結する事が決定した。

## アークシリーズとガーディアンの存在意義
そもそもアークシリーズはただの地球圏に敵対する宇宙勢力との迎撃用の機体ではなく、ライネンプロジェクトを元に、通常に対抗できないほどの大多数の敵との戦闘用に開発された特殊な機体である。通常の機動兵器としての戦闘力を残しつつ、無数の衛星とリンクする事による同時砲撃により、多数の敵を一気に殲滅する事や、コロニーなどの巨大な質量を完全に破壊する事も可能となる。その強力なコンセプトのために、地球連邦はライネンプロジェクトを危険視し強制中止させたが、地球圏の防衛という目的ではアークシリーズとガーディアン・システムは一番強力な兵器とも言えるのである。仮に数千万の艦隊が相手だとしても（後に数千万の艦隊を率いるゼントラーディ軍が地球圏に攻めてくるのだが）、ガーディアンの最終プログラムである全てのガーディアンの出力を集約した砲撃によって、敵艦隊に大打撃を与える事も可能になるのである。この事を踏まえて、後にバルクホルツも『地球圏を守れるのはアークシリーズしかない』と発言している。父親であるライネンの意志と技術を受け継ぎ、息子であるバルクホルツはアークシリーズとガーディアンの存在意義の証明、そして自分の研究の実りを達成するために暗躍を続けたのである。

## 平行世界のアークシリーズ
バルクホルツの暗躍が明るみに出て、アークシリーズの凍結が決定してから数年後。ナデシコ隊は凍結したはずのアークシリーズの一機、ガンアークによく似た漆黒の機体と遭遇する。その機体こそがベルクトの専用機であるブラッドアークである。アークシリーズの代名詞であるガーディアン・システムは搭載されてはいないものの、ガンアークと酷似した形状や可変機能（恐らくは、ガンアークのデッドコピーかと思われる）を持ちつつ、エネルギーフィールドを発生させる機能など、本来のアークシリーズには無い武装も搭載されている。後にベルクトは大破したブラッドアークに代わり、フェザーアークに酷似したグレイブアークに搭乗する。グレイブアークはアークシリーズには無い、増加装甲による重装備が搭載されている。ブラッドアーク、グレイブアークがアークシリーズの機体と酷似している点は正確には不明だが、考えられる点は、平行世界からやって来たベルクトが、何らかの形でアークシリーズのデータを入手し、平行世界に戻ったベルクトはそのデータを元に、平行世界のアークシリーズと言えるデッドコピーの二機を開発したのではないかと想像できるが、真相は定かではない（それを裏付けるように、グレイブアーク・ファントム戦でマリナで出撃した場合、ベルクトが『オリジナルのガンアークか。敵ではない事を教えてやろう』と発言している）。ただ言える事は、平行世界のアークシリーズとも言える二機は、ベルクトの操縦技能とも合わさって、本家アークシリーズと引けを取らない性能を持つ事である。

## 登場機体

### フェザーアーク
UCE所属の機体であると同時にアークシリーズの最初の機体である。機体色はクリーム色を基調としている。
本機は後に開発されるガーディアン・システム搭載機としての原型機であり、性能はそれほど高いとはいえない。それでもガーディアンを搭載する高機動兵器というコンセプトに基づき、機動性能などは従来の機体に比べて高い。表向きである安価かつ安定したユニットというコンセプトも含んでいるため、操作性なども悪くない。バルクホルツは前述したE2コアとリンクする事が出来るガーディアン・システムに適合するパイロットを探すために本機をテストパイロット用として量産したが、バルクホルツがUCEを離反した時にアークシリーズが凍結された事で、本機の量産も中止になった。
武装
ファーストライフル
フェザーアークのメインウェポン。アークシリーズの基本武装の第一モデルのためか「ファーストライフル」という名前になっている。連射性能の優れたライフルである。
アークブレード
白兵戦闘用のビーム斬撃武装。ライフルからビーム刃を発生させる。他のアークシリーズにも採用されている。
レーザーキャノン
背部のバインダーに装備されているビーム兵器。複雑な軌道を描きながら複数のレーザーを発射する。高速で放つ複数のレーザーは回避が難しいため命中率が高い。
ミサイルランチャー
脚部から放つ誘導ミサイル。複数の敵をロックオン可能で追尾能力もある。
グレネードライフル
ファーストライフルに装備されている武装。命中すると爆風を巻き起こす。連射も可能な為、連続で命中させるとかなりのダメージを叩き出せる。

#### フェザーアークカスタム
その名の通りバルクホルツが開発したフェザーアークのカスタム機である。機体の形状や武装はほとんど変わっていないが、性能は大幅に強化されている。フェザーアークとの相違点は頭部形状と背部バインダーが延長している部分、そして機体のカラーリングが緑を基調としている点である。UCEを離反したバルクホルツが搭乗し、アルビオン隊やタックのガンアークと壮絶な戦いを繰り広げた。

### ガンアーク
UCE所属の高機動人型兵器である。またガーディアン・システムを搭載した機体でもある。
機体形状はフェザーアークと共通部分が多いが、両肩に大型のウイングバインダーが装備されている。さらに本機は高機動性を誇るだけでなく可変機能を備えており、鳥のような形状のハイマニューバモードに変形する事でさらに機動性が上昇する。表向きは中止となったライネンプロジェクトからのデータを安全に引き継いだものとなっているが、中身はガーディアン・システムおよび、本システムのオペレート機能を向上させる学習型のシステムを搭載している。戦闘を重ねる事で衛星砲撃を使用した際の砲撃精度や出力制御の不完全な部分が少しずつ解消されていき、よりパフォーマンスの高い機体へと進化していく。それを隠すためにバルクホルツは本機のプログラムに固いプロテクトを掛けて偽装していたのである。
本機は白と青を基調としたタック機と白と赤を基調としたマリナ機の二機がロールアウトされたが、マリナ機はトリントン基地を襲撃した謎の機体と相打ちとなり爆散したと思われるが、バルクホルツが同型機だと言及している為、後述するバスターアークに改修された可能性もある。ACE3ではマリナがタックが搭乗していたと思われる白と青のガンアークで参戦する。ACE3の時点ではガーディアン衛星は全て廃棄する事が決定したためガーディアン・システムは取り除かれている。
武装
アークライフル
ガンアークのメインウェポン。連射性能も高いが本機のライフルは様々な弾種が用意されている。基本性能は連射の高いビームを放つ。
アークブレード
白兵戦闘用のビーム斬撃武装。基本的にはフェザーアークのものと共通だが、アークライフルに搭載されたビーム刃だけでなく、左腕にも固定装備されている。
レーザーガン
ガンアークに搭載された対空ビームバルカン砲。主に牽制やミサイル撃墜などに重宝する。
ミサイルランチャー
脚部に装備された誘導ミサイル。アークブレードと同じく、フェザーアークと同じ武装。
アークライフル（チャージ）
アークライフルの機能の一つ。エネルギーをチャージして強力なビームを撃てる。なおチャージモード時はアークライフルの形状が弓状へと変化する。
アークライフル（バースト）
アークライフルの機能の一つ。命中すると爆風を巻き起こす強力な砲撃を放つ。
ガーディアン
ガーディアン・システムを作動させて敵目標を攻撃する。チャージする事で強力な砲撃を放てるが、チャージが強すぎると機体への負担も大きくなる。なおガーディアン衛星の届かない要塞内部、木星圏などでは当然使用出来ない。

### バスターアーク
ガンアークと同じくガーディアン・システムを搭載した機体である。本機の名前は衛星からの砲撃（バスター）から取ったものである。
ガンアークと同型機である本機は同じくハイマニューバモードへの可変機能を備えており、機体色は茜色を基調としている。ガンアークよりスマートな外観となっており、翼の形状がより鳥の様な形状に変化している。その事から本機は堕天使をイメージしたデザインとなっている。また、武装の一部もガンアークとは異なっている。本機にもガーディアン・システムおよび、本システムのオペレート機能を向上させる学習型のシステムを搭載しているがバルクホルツはガンアークとは異なるタイプの成長パターンを搭載していた。どちらがより成長するのかを見極め、結果的に成長の高い方を自分の計画に誘おうと予定していたのである。結果的にバルクホルツに誘われたマリナはトリントン基地での戦闘後に本機に搭乗。あらゆる戦場で武力介入を行う事で本機のガーディアン・システムのオペレート機能を上昇させていた。
また、ガーディアン・システムには本来の使い方の他に、全てのガーディアンの出力を集約して一度に砲撃するという方法がある。ガンアーク、バスターアークは各衛星から照射されるエネルギーの焦点となり、砲身の役目も果たす。しかし、多数の衛星を利用した場合、機体は集約するエネルギーに耐えられず射撃と同時に消失してしまう。そのシステムを利用するためにはアークシリーズがどちらか一体になる必要があり、その最終システムを使用するためにマリナはガンアークの破壊を目論んでいた。
武装
アークライフル
ガンアークと同名の武装だが、本機のライフルの基本性能は複雑な軌道を描く複数のビームを放つ。また、その場で回転しながら乱射する戦法もある。
アークブレード
白兵戦闘用のビーム斬撃武装。フェザーアーク、ガンアークと共通。
トランスユニット
胸部からビームを反射するユニットを放つ。その後そのユニットを経由してビームを発射する。
アークライフル（デコイ）
アークライフルからしばらくその場で静止し続ける光を放ち、しばらくすると爆発する特殊な武装である。
ガーディアン
ガーディアン・システムを作動させて敵目標を攻撃する。チャージする事で強力な砲撃を放てるが、チャージが強すぎると機体への負担も大きくなる。応用としてガンアークと同時にガーディアンを作動させ、同一の目標を攻撃するコンビネーションもある。

### ブラッドアーク
ACE3に登場する新連邦所属の機体である。本機はガンアークと非常に酷似しているが、アークシリーズの機体ではない。
新連邦幹部の一人、ベルクトの専用機。同じものは存在していないはずの平行世界で本機は何故かガンアークと非常に酷似した機体であり、いわば平行世界のガンアークと言える（デッドコピーの可能性がある）。本機もガンアーク、そしてバスターアークと同じくハイマニューバモードへの可変機能を備えており、機動性、加速性は従来の機体を遥かに上回る。タック機のガンアークのカラーリングが白と青だったのに対し、本機のカラーリングは対照的に黒と赤である。機体細部や頭部センサーなど細かい所はガンアークと異なる部分もあり、武装などはガンアークと全く違う兵装が多い。何故並行世界にガンアークと酷似している本機が存在しているかは不明である。ガンアーク、バスターアークのパイロットだったマリナは本機についての話を聞いて、ガンアークとは似て異なる機体だと発言している。
武装
ブラッドシットライフル
高速でビームを放つブラッドアークのメインウェポン。恐らくガンアークのアークライフルと同性能と思われる。
カオスブレード
白兵戦闘用のビーム斬撃武装。左腕に固定装備されている。
レイズガン
胸部に設置されている対空バルカン砲。
ミサイルランチャー
脚部から放つ誘導ミサイル。複数の敵をロックオン可能な点もフェザーアーク、ガンアークと同じ。
エナジーシェイプ
機体を中心にエネルギーフィールドを発生させる。周りを囲まれた時に重宝し、フィールドを受けた敵は動きが短時間だけ停止する。アークシリーズには無い武装である。
デモニックダークネス
両肩のウイングバインダーが前方に展開し、漆黒の円形の光を複数発射する。チャージも可能でさらに威力の高い砲撃を発射可能。
デモニックダークネス・マキシマム
その名の通り最大出力で放つデモニックダークネス。収束した巨大なビームを発射し、命中する時の爆風も凄まじい威力を誇る。

### グレイブアーク
ACE3に登場する新連邦所属の機体である。本機もフェザーアークと酷似しているが、ブラッドアークと同じくアークシリーズの機体ではない。
ブラッドアークを破壊されたベルクトが新たに搭乗した機体。本機の形状はアークシリーズの最初の機体であるフェザーアークと若干酷似しており（やはりデッドコピーの可能性がある）、カラーリングは紫を基調としている。重装甲に重装備の機体であり、機動性はかなり低いが、攻撃力、防御力はかなり高い。ブラッドアークがガンアークと酷似している様に、平行世界に存在する本機がフェザーアークと酷似している点はやはり不明である。なお、本機が装備している装甲は着脱が可能であり、状況によって装甲を取り外す事で、後述するグレイブアーク・ファントムへと変化する事が出来る。
武装
グレイブキャノン
右腕に装備された巨大なビーム砲。本機のメインウェポンであり、エネルギーを収束する事でさらに強力な砲撃を放てる。また、この状態では近接武装が使用できないため、この武装で殴打するしか近接戦に対応出来ない。
スケイルシールド
くの字状のパーツが幾つも横に並んだ様な形のシールド。敵からの攻撃を防ぐ他に、パーツを切り離してスケイルブーメランとして使用出来る。
スケイルブーメラン
スケイルシールドから分離した武器。敵を自動追尾した後、機体のシールドに自動で戻ってくる。
スプリットガイドミサイル
胸部から無数の小型ミサイルを放つ。追尾能力もあり命中率は高い。
エナジーシェイプ
自機を中心にエネルギーフィールドを発生させる。ブラッドアークと共通の武装。
スカートレッドミサイル
背部の追加バインダーから大型のミサイルを発射する。スプリットガイドミサイルより命中は劣るが威力で勝っている。
追加装甲
本機のあらゆる場所に設置されている追加アーマー。対弾製に優れているがあらゆる場所にあるため機動性を大きく落としている。このアーマーは即時に切り離す事が可能。

#### グレイブアーク・ファントム
グレイブアークが追加装甲を外した形態である。上半身と下半身を繋ぐ腹部のフレームが剥き出しの為（上半身と下半身は、4本のパイプで接続）、装甲を外した事により防御力は大きく低下したものの、運動性や機動性はかなり上昇しており、機動性だけならばブラッドアークにも引けを取らない。装甲を外した姿はよりフェザーアークに似ている。グレイブアークとは一部武装も異なっている。
武装
グレイブライフル
ファントム状態でのメインウェポン。グレイブキャノンを覆っていたパーツが外れる事で現れる武装。威力は落ちるが連射性能がかなり高い。機動性に優れたファントムと相性が良い。
バスターブレード
ファントム状態で使用可能になるビーム斬撃武装。グレイブライフルからビーム刃を発生させて敵に斬り込む。
スケイルシールド
グレイブアーク状態と共通で使用可能。
スケイルブーメラン
シールドと同じく共通だが、ブーメランの数は一つ減っている。
スプリットガイドミサイル
胸部から無数の小型ミサイルを放つ。追尾能力もあり命中率は高い。ちなみに追加バインダーに装備されたスカートレッドミサイルは使用不能になっている。
エナジーシェイプ
自機を中心にエネルギーフィールドを発生させる。ブラッドアークと共通の武装。
ダッシュ
姿を消しながら敵に急速に接近し、グレイブライフルで殴り付ける。一瞬姿を消す事が出来るので敵の隙を突くのに向いている。
ファントム
敵を追尾する光の球体を放つ。高速で移動する上に、敵に近づくと爆発するため回避されにくいのが利点である。